# ジャック・ブラック
トーマス・ジェイコブ・ブラック（Thomas Jacob Black, 1969年8月28日 - ）は、アメリカ合衆国の俳優・歌手。

## 来歴

### 生い立ち
カリフォルニア州サンタモニカにて生まれる。父はイギリス系、母（旧姓コーエン）はユダヤ系。父は結婚後にユダヤ教へ改宗。ジャック自身もヘブライ語学校に通った。10歳の時に両親は離婚。13歳の時にコマーシャルに出演している。カリフォルニア大学ロサンゼルス校在学中にティム・ロビンスの劇団「アクターズ・ギャング」に参加。後に大学を中退。

### キャリア
1992年にティム・ロビンスの監督デビュー作『ボブ★ロバーツ/陰謀が生んだ英雄』で映画デビュー。
1994年には俳優のカイル・ガスと共にコメディ・バンド"テネイシャスD（英:Tenacious D）"を結成。1999年にはテレビシリーズも放映された。その過激なパフォーマンスときわどいジョークが受け、ライブのチケットは毎回ソールドアウトだという。アルバム2枚とライヴDVDも発表している。2006年には映画化された。
1997年には「ジャッカル」に出演し、ブルース・ウィリスと共演した。
2000年公開の『ハイ・フィデリティ』のオタク青年役で一躍脚光を浴び、2001年公開の『愛しのローズマリー』で初主演を果たしブレイク、2003年公開の『スクール・オブ・ロック』は全米で初登場1位を記録する大ヒットとなり、スターの仲間入りを果たした。
2018年にはハリウッドの殿堂入りを果たし、ハリウッド・ウォーク・オブ・フェームにて本人を表彰するプレートが公開された。

### 音楽のキャリア
カイル・ガスとのデュオ「テネイシャスD」では1995年にビルボードHot100で78位をマーク、2015年のグラミー賞ではカバー曲「 The Last in Line 」でベスト・メタルパフォーマンス賞を受賞した。
ソロでは2023年の『ザ・スーパーマリオブラザーズ・ムービー』の劇中歌である「ピーチス(原題:Peaches)」がビルボードHot100で83位で初登場し最高56位を記録した。2025年の『マインクラフト ザ・ムービー』の劇中歌である「溶岩チキン(原題:Steve's Lava Chicken)」がビルボードHot100チャートに78位でランクイン。34秒というチャート開始以来、Hot100にチャートインした最も短い曲として記録を更新した。またホット・ロック・ソングチャートでも10位となった。

### 私生活
1997年から2005年までコメディアン兼女優のローラ・カイトリンガーと交際。2006年3月14日にチェリストのターニャ・ヘイデン（父親はジャズ・ミュージシャンのチャーリー・ヘイデン）と結婚。同年6月10日に長男（サミュエル・ジェイソン）が、2008年5月に次男（トーマス・ジャック）が生まれている。

## 出演作品
※太字表記は主演。

### 映画
| 年   | 題名                                                                          | 役名                       | 備考                                          | 吹き替え                                      |
| ---- | ----------------------------------------------------------------------------- | -------------------------- | --------------------------------------------- | --------------------------------------------- |
| 1992 | ボブ★ロバーツ/陰謀が生んだ英雄 Bob Roberts                                    | ロジャー・デイヴィス       |                                               | 不明                                          |
| 1993 | デモリションマン Demolition Man                                               | 地下住民の一員             |                                               | 不明                                          |
| 1994 | ブラインド・ジャスティス Blind Justice                                        | 兵士                       | テレビ映画                                    |                                               |
| 1994 | ネバーエンディング・ストーリー3 The Neverending Story 3                       | スリップ                   |                                               | 梁田清之（ソフト版） 堀内賢雄（テレビ朝日版） |
| 1995 | バイバイ・ラブ Bye Bye Love                                                   | パーティのDJ               | 不明                                          |                                               |
| 1995 | ウォーターワールド Waterworld                                                 | パイロット                 | 宝亀克寿（ソフト版） 後藤哲夫（テレビ東京版） |                                               |
| 1995 | デッドマン・ウォーキング Dead Man Walking                                     | クレイグ                   | 不明                                          |                                               |
| 1996 | クロス・エレメント Crossworlds                                                | スティーヴ                 | ビデオ作品                                    | 森川智之                                      |
| 1996 | バイオドーム Bio-Dome                                                         | テネイシャスD              |                                               |                                               |
| 1996 | ケーブル・ガイ The Cable Guy                                                  | リック                     | 石川禅                                        |                                               |
| 1996 | ザ・ファン The Fan                                                            | 放送局の技術者             | 星野充昭（ソフト版） 中村秀利（テレビ朝日版） |                                               |
| 1996 | マーズ・アタック! Mars Attacks!                                               | ビリー・グレン・ノリス     | 小山力也（ソフト版） 桜井敏治（テレビ朝日版） |                                               |
| 1997 | ジャッカル The Jackal                                                         | イアン・ラモント           | 塩屋翼（ソフト版） 江原正士（日本テレビ版）   |                                               |
| 1997 | モンタージュ/証拠死体 Johnny Skidmarks                                        | ジェリー                   |                                               |                                               |
| 1998 | ラストサマー2 I Still Know What You Did Last Summer                           | タイタス・テレスコ         | クレジットなし                                | 茶風林（ソフト版） 坂口候一（テレビ朝日版）   |
| 1998 | エネミー・オブ・アメリカ Enemy of the State                                   | フィードラー               |                                               | 塩屋浩三（ソフト版） 楠見尚己（フジテレビ版） |
| 1999 | クレイドル・ウィル・ロック Cradle Will Rock                                   | シド                       | 伊藤栄次                                      |                                               |
| 1999 | ラブレター/誰かが私に恋してる? The Love Letter                                | 漁師                       | クレジットなし                                |                                               |
| 2000 | ハイ・フィデリティ High Fidelity                                              | バリー                     |                                               | 高木渉                                        |
| 2001 | マテリアル・ウーマン Saving Silverman                                         | JD                         | 勝杏里（Netflix版）                           |                                               |
| 2001 | 愛しのローズマリー Shallow Hal                                                | ハル                       | 高木渉                                        |                                               |
| 2002 | オレンジカウンティ Orange County                                              | ランス・ブラムダー         |                                               |                                               |
| 2002 | アイス・エイジ Ice Age                                                        | ジーク                     | アニメ、声の出演                              | 梅津秀行                                      |
| 2003 | スクール・オブ・ロック The School of Rock                                     | デューイ・フィン           |                                               | 江原正士                                      |
| 2004 | 隣のリッチマン Envy                                                           | ニック                     | 塩屋浩三                                      |                                               |
| 2004 | 俺たちニュースキャスター Anchorman: The Legend of Ron Burgundy                | スティーヴ・グラフ         | クレジットなし                                | 岩崎ひろし                                    |
| 2004 | シャーク・テイル Shark Tale                                                   | レニー                     | アニメ、声の出演                              | 山口智充                                      |
| 2005 | キング・コング King Kong                                                      | カール・デナム             |                                               | 後藤敦 高木渉（予告）                         |
| 2006 | ナチョ・リブレ 覆面の神様 Nacho Libre                                         | イグナシオ（ナチョ）       | 兼製作                                        | 高木渉                                        |
| 2006 | テネイシャスD 運命のピックをさがせ! Tenacious D in The Pick of Destiny        | JB                         | 兼脚本・製作                                  | 遠藤純一                                      |
| 2006 | ホリデイ The Holiday                                                          | マイルズ                   |                                               | 小森創介                                      |
| 2007 | マーゴット・ウェディング Margot at the Wedding                                | マルコム                   | 駒谷昌男（Netflix版）                         |                                               |
| 2007 | ウォーク・ハード ロックへの階段 Walk Hard: The Dewey Cox Story                | ポール・マッカートニー     | クレジットなし                                | 岡林史泰                                      |
| 2008 | 僕らのミライへ逆回転 Be Kind Rewind                                           | ジェリー                   |                                               | 高木渉                                        |
| 2008 | カンフー・パンダ Kung Fu Panda                                                | ポー                       | アニメ、声の出演                              | 山口達也 竹田雅則（予告）                     |
| 2008 | トロピック・サンダー/史上最低の作戦 Tropic Thunder                            | ジェフ・ポートノイ         |                                               | 丸山壮史                                      |
| 2009 | 紀元1年が、こんなんだったら!? Year One                                        | ゼド                       | 三宅健太                                      |                                               |
| 2010 | ガリバー旅行記 Gulliver's Travels                                             | レミュエル・ガリバー       | 兼製作総指揮                                  | 高木渉                                        |
| 2011 | カンフー・パンダ2 Kung Fu Panda 2                                             | ポー                       | アニメ、声の出演                              | 山口達也                                      |
| 2011 | ビッグ・ボーイズ しあわせの鳥を探して The Big Year                            | ブラッド・ハリス           |                                               | 高木渉                                        |
| 2011 | ザ・マペッツ The Muppets                                                      | 本人                       | クレジットなし                                | 三宅健太                                      |
| 2011 | バーニー/みんなが愛した殺人者 Bernie                                          | バーニー・ティーダ         |                                               | 小林達也                                      |
| 2014 | SEXテープ Sex Tape                                                            | YouPornのオーナー          | クレジットなし                                | 高木渉                                        |
| 2015 | バッド・ブロマンス The D Train                                                | ダン・ランズマン           | 兼製作                                        | 高木渉                                        |
| 2015 | グースバンプス モンスターと秘密の書 Goosebumps                                | R・L・スタイン             | 日本公開は2017年1月                           | 高木渉                                        |
| 2016 | カンフー・パンダ3 Kung Fu Panda 3                                             | ポー                       | アニメ、声の出演                              | 佐藤せつじ                                    |
| 2017 | ポルカ・キング The Polka King                                                 | ヤン・レヴァン             | 兼製作                                        | 高木渉                                        |
| 2017 | ジュマンジ/ウェルカム・トゥ・ジャングル Jumanji: Welcome to the Jungle        | シェリー・オベロン教授     |                                               | 高木渉                                        |
| 2018 | ドント・ウォーリー Don't Worry, He Won't Get Far on Foot                      | デクスター                 | （吹き替え版無し）                            |                                               |
| 2018 | ルイスと不思議の時計 The House with a Clock in Its Walls                      | ジョナサン・バーナヴェルト | 佐藤二朗                                      |                                               |
| 2018 | グースバンプス 呪われたハロウィーン Goosebumps 2: Haunted Halloween           | R・L・スタイン             | クレジットなし                                | 高木渉                                        |
| 2019 | ジュマンジ/ネクスト・レベル Jumanji: The Next Level                           | シェリー・オベロン教授     |                                               | 高木渉                                        |
| 2021 | ブレイン・ゲーム スターの頭脳チャレンジ! Brain Games                          | ゲスト                     | ナショナル ジオグラフィックで放送             | 高木渉                                        |
| 2022 | アポロ10号 1/2: 宇宙時代のアドベンチャー Apollo 10 1/2: A Space Age Childhood | 大人のスタンリー           | Netflixアニメ映画                             | （吹き替え版なし）                            |
| 2023 | ザ・スーパーマリオブラザーズ・ムービー The Super Mario Bros. Movie            | クッパ                     | 声の出演                                      | 三宅健太                                      |
| 2024 | ボーダーランズ Borderlands                                                    | クラップトラップ           | 声の出演                                      | 高木渉                                        |
| 2024 | カンフー・パンダ 4 伝説のマスター降臨 Kung Fu Panda 4                         | ポー                       | 声の出演                                      | 佐藤せつじ                                    |
| 2024 | Dear Santa                                                                    | サタン                     |                                               |                                               |
| 2025 | マインクラフト/ザ・ムービー Minecraft                                         | スティーブ                 | 山寺宏一                                      |                                               |
| 2025 | Anaconda                                                                      | TBA                        |                                               |                                               |

### テレビシリーズ
| 放映年    | 題名                               | 役名                       | 備考                                                   | 吹き替え                                  |
| --------- | ---------------------------------- | -------------------------- | ------------------------------------------------------ | ----------------------------------------- |
| 1995      | X-ファイル The X-Files             | ゼロ                       | 第3シーズン「D.P.O」                                   | 岡野浩介（ソフト版） 不明（テレビ朝日版） |
| 1995-1996 | ピケット・フェンス Picket Fences   | カーティス・ウィリアムズ   | 計2話出演                                              |                                           |
| 1997-2000 | Tenacious D                        | JB                         | 計6話出演                                              | N/A                                       |
| 2003      | ウィル&グレイス Will & Grace       | アイザック・ハーシュバーン | 計1話出演                                              |                                           |
| 2007      | ザ・シンプソンズ The Simpsons      | マイロ                     | アニメ、声の出演 シーズン19第7話「ホーマーの美容整形」 | （吹き替え版なし）                        |
| 2010      | コミ・カレ!! Community             | バディ・オースティン       | 計1話出演                                              | （吹き替え版なし）                        |
| 2010      | iCarly                             | アスパルタメイ             | 計2話出演                                              | 内田直哉                                  |
| 2015      | THE BRINK/史上最低の作戦 The Brink | アレックス・タルボット     | 兼製作 計10話出演                                      | 高木渉                                    |
| 2023      | マンダロリアン The Mandalorian     | ボンバルディエ卿           | ゲスト                                                 | 西村太佑                                  |

### コマーシャル
- ピットフォール（米国）初のメディア出演[16]
- ネスプレッソ（日本）ジョージ・クルーニーと共演

## テネイシャスD
ジャック・ブラックとカイル・ガスによるシニカル・ギャグ・バンド。ファースト・アルバム作と2枚組DVDは日本でもエピックソニーからリリースされた。
- 2001年 Tenacious D - テネイシャスDのデビュー・アルバム
- 2004年 Complete Masterworks（DVD）- テネイシャスDの軌跡を収めた2枚組DVD
- 2006年 In The Pick Of Destiny - セカンド・アルバム
- 2012年 RIZE OF THE FENIX[17] - サード・アルバム （歌詞もさることながら国によってはジャケット画像にも規制が入っている）

## 日本語吹き替え
『ハイ・フィデリティ』以降、高木渉が大半の作品で務めており、ほぼ専属（フィックス）になっている。
この他、三宅健太や江原正士、塩屋浩三なども複数回、声を当てている。